# 新天镇
新天镇，是中华人民共和国甘肃省张掖市民乐县下辖的一个乡镇级行政单位。

## 行政区划
新天镇下辖以下地区：
山寨村、太平村、马均村、吴油村、王什村、王庄村、韩营村、周陆村、上姚村、下姚村、新天堡村、许沙村、吕庄村、杏园村、马庄村、钱寨村、李寨村、闫户村、三寨村、二寨村、林山村和薛寨村。